# Terry Pratchett
Sir Terence David John Pratchett (Beaconsfield, Buckinghamshire, Anglia, 1948. április 28. – Broad Chalke, Wiltshire, 2015. március 12.) angol fantasy- és science fiction-író. Leginkább Korongvilág-regényeiről ismert. Más művei többek között a Johnny Maxwell Trilógia, és a Manák Trilógiája. Az íráson felül szorosan együttműködött könyveinek játékokba és színdarabokba való átültetésében. A Brit Birodalom Rendje tisztje (OBE), Knight Bachelor.
13 évesen kezdett írni, és 15 éves volt első műve publikálásakor. Első regénye, The Carpet People, 1971-ben jelent meg, majd az első Korongvilág regénye, The Colour of Magic, 1983-ban került az angol könyvesboltok polcaira – A mágia színe magyar fordítása 1992-ben jelent meg –, és azután évente egy-két könyvet írt.
1990-ben az Egyesült Királyság bestseller szerzője; 2007 februárjára hozzávetőleg 50 millió könyve kelt el világszerte, 33 nyelven vált olvashatóvá. Jelenleg a második legolvasottabb író az Egyesült Királyságban, és hetedik legolvasottabb nem amerikai író az USA-ban.
1998-ban A Brit Birodalom Rendje tisztje (OBE) lett, „az irodalom érdekében tett szolgálataiért” (for services to literature). Regénye, The Amazing Maurice and his Educated Rodents 2001-ben Carnegie Medal-díjat nyert mint legjobb gyermekkönyv. Pratchett és könyvei körül rajongói valóságos kultuszt alakítottak ki.
2007 decemberében hozta nyilvánosságra, hogy Alzheimer-kórt állapítottak meg nála. Ezt követően nagy összegekkel támogatta az ezzel kapcsolatos kutatásokat, és a BBC egy filmes naplót is készített róla. 2011-ben bemutatták „Terry Pratchett: Choosing to Die” címmel.
2009 újévétől hivatalosan a „Sir” megszólítás járt neki, mivel az irodalomért tett szolgálataiért a királynő lovaggá ütötte.

## Életrajz
Terry Pratchett 1948. április 28-án született Beaconsfieldben, szülei David és Eileen Pratchett. 1959-ben letette az „eleven plus” vizsgát és a High Wycombe Technical High School iskolába ment. Műveltségét a Beaconsfieldi Közkönyvtár javára írja (Beaconsfield Public Library), és bizonytalan tanulónak írja le önmagát.
13 évesen első novellája, a The Hades Business, melyet 15 évesen publikált hivatalosan, az iskolaújságban jelent meg. 5 tárgyból O-level vizsgát tett, és 3 A-level kurzust vett fel (művészet, irodalom, és történelem). Karrierjét újságírással kezdte, így 17 évesen hagyta el az iskolát, 1965-ben, hogy a Bucks Free Press-nek dolgozhasson. Mindamellett A-Level vizsgát tett angol nyelvből, és kiemelkedő eredménnyel elvégezte a National Council for the Training of Journalists proficiency course kétéves újságírói tanfolyamot.

### Karrierje
1968 körül – újságíróként – Pratchett riportalanya Peter Bander van Duren volt, egy kis kiadóvállalat másodigazgatója. A találkozás alatt Pratchett megemlítette hogy készített egy kéziratot, a The Carpet People-t. Bander van Duren és üzlettársa, Colin Smythe (egyben a kiadó névadója is), 1971-ben megjelentette a könyvet, Pratchett saját illusztrációival. Kevés kritikát kapott, de azok dicsérőek voltak. Ezt a The Dark Side of the Sun (1976) és a Strata (1981) sci-fi művek követték.
1983-ban, az újságírásban betöltött változatos pozíciói után „Press Officer” lett a Central Electricity Generating Board-nál, egy olyan körzetben, amelyben három atomreaktor is volt. Később azzal viccelt, hogy kifogástalan időérzéket mutat karrierje megváltoztatásával, minthogy igen kevéssel a Three Mile Island-i nukleáris baleset után került ebbe az övezetbe, és „írt volna egy könyvet a tapasztalatairól, ha úgy gondolta volna, hogy van, aki elhiszi.”
Az első Korongvilág-regény, a The Colour of Magic (A mágia színe), 1983-ban jelent meg Colin Smythe gondozásában keménykötésű kiadásban, és a New English Library által puhakötésben. A puhakötésre vonatkozó kiadói jogokat hamarosan a Corgi vette át, mely napjainkig ezen könyvek kiadója. Pratchett további népszerűségre tett szert, mikor a BBC “Woman’s Hour” a regényt egy 6 részes sorozatban sugározta a The Light Fantastic-ot (A mágia fénye), kiadása után (1986). A keménykötésre vonatkozó jogokat később a Victor Gollancz kiadóház vette át, mely szintén napjainkig adja ki a könyveit. Smythe Pratchett irodalmi ügynöke lett. Pratchett volt a Gollancz kiadó első fantasyszerzője. Az USA-ban a HarperCollins adja ki a könyveit.
1987-ben befejezte a munkáját a CEGB-nél – miután elkészült a negyedik Korongvilág regény, a Mort –, hogy teljesen az írással foglalkozhasson, és abból éljen. Könyveladásai hamar felszöktek, sok könyve egyből bestseller lett. A The Times szerint 1996-ban ő volt a legtöbb könyvet eladó és a legjobban kereső szerző az Egyesült Királyságban.
A Bookseller's Pocket Yearbook 2005-ös adatai szerint 2003-ban Pratchett angliai eladásai 3,4%-ot tettek ki a szépirodalmi piacon a keménykötésű kiadások között, érték alapján pedig 3,8%-ot. Ezzel a második helyen állt J. K. Rowling mögött (6% és 5,6%).
Egyedül Nagy-Britanniában 2,5 millió példányban jelennek meg a könyvei évente.
Pratchett volt az év fantasy és science fiction szerzője 1994-ben (British Book Awards). 1998-ban jelölték a Brit Birodalom Rendje (OBE) tisztjének az irodalomért tett szolgálataiért.
Becsületbeli irodalmi doktorátussal jutalmazta a Warwick Egyetem (1999), a Portsmouth Egyetem (2001), a Bath Egyetem (2003), és a Bristol Egyetem (2004). A The Amazing Maurice and His Educated Rodents 2002-ben elnyerte a Carniage Medal-t mint „a legjobb 2001-es gyermekkönyv”. 2003-ban határozottan megerősítette pozícióját, mint Anglia egyik legszeretettebb szerzője, csatlakozva Charles Dickenshez, mint az egyetlen szerző öt könyvvel a BBC „Big Read” listáján az első 100-ban (ebből négy Korongvilág regény) és a legtöbb regénnyel az első 200-ban (15 db).

### Élete
Felesége, Lyn 1968-ban ment hozzá, 1970-ben Rowberrowba költöztek. Lányuk, Rhianna ott született 1976-ban. 1993-ban a család Salisburytől délnyugatra költözött (Wiltshire megye), ma is ott élnek. Rhianna Pratchett újságíró és véletlenszerű macskagyűjtő; írt egy fantasy regényt Child of Chaos címmel. Sok játék szövegén és történeti szálán dolgozott, ilyen a Heavenly Sword és az Overlord. A Writers' Guild of Great Britain tagja volt.
Pratchett saját elmondása szerint szórakozásai: írás, sétálás, számítógépek, élet.
Jól ismert volt arról, hogy előszeretettel visel nagy, fekete kalapokat, mint az a legtöbb regénye borítójának belsején látható. Gyerekként csillagász szeretett volna lenni, és beteljesítette ezen célkitűzését egy csillagvizsgáló építésével a kertjében.
Terry Pratchett ateista, és az "Angol Humanisták Egyesületének Kiemelt Támogatója" (Distinguished Supporter of the British Humanist Association) volt.
2005. július 31-én Pratchett kritizálta a Harry Potter médiában való elterjedését, megjegyezve, hogy "a média bizonyos tagjai látszólag azt gondolják, J. K. Rowling folytatólagos emelkedése csak más szerzők kárára történhet".
Ugyanakkor nem említette, hogy ne szeretné a Harry Potter-regényeket.
Pratchett érdeklődése az orangutánok iránt tükröződik az egyik legnépszerűbb kitalált karakterén, a Könyvtároson, és munkáján, mint az Orangutan Foundation UK megbízottja.
Tevékenységei közé tartozott útja Borneóba a Channel 4 stábjával, egy Jungle Quest epizód készítésének céljából, 1995-ben, mely az orangutánokat természetes környezetükben mutatta be.
Pratchett vezetésével a rajongói találkozók, például a Discworld Conventions, az Orangutan Foundation-t jótékonysági célból támogatják.
Ha Pratchett ellátogat egy ilyen találkozóra, egy árverés keretében a rajongók gyakran licitálhatnak, hogy a következő Korongvilág regényben valamilyen formában szerepeljen a nevük, majd ez a pénz az Orangutan Foundation-höz kerül.
Terry Pratchettnél 2007 végén Alzheimer-kór egy ritka fajtáját diagnosztizálták az orvosai.
2011-ben a BBC bemutatta a vele készült dokumentum filmet „Terry Pratchett: Choosing to Die” címmel („A halált választani”), ami az aktív eutanáziáról szól és elnyerte a Brit filmakadémia legjobb dokumentumfilm díját még az év novemberében.
Állapota miatt asszisztensre és szövegfelismerő program segítségére szorult az íráshoz.
2015. március 12-én halt meg otthonában, mellkasi fertőzés következtében.
2017 augusztusának végén az angliai Dorsetben a veterángőzgép-kiállításon Terry Pratchett tíz félkész regényét tartalmazó merevlemezt egy úthengerrel szétzúzták a végrendeletének megfelelően, ugyanis nem akarta, hogy a befejezetlen művei valaha is közönség elé kerüljenek. A szétroncsolt adathordozót szeptembertől az angliai Salisbury Múzeumban állítják ki a szerző életművét bemutató időszaki tárlaton.

## Munkássága
Pratchett alkotott mind fantasy mind sci-fi műfajban, de szinte teljesen a fantasy-re összpontosított, mivel, saját szavai szerint "könnyebb az univerzumot a történet köré formálni".

### Külső befolyások
Terry Pratchett nem titkolta a külső befolyást művein, mivel azok a humor fő forrásai. Számtalan karaktert vett át a népszerű kultúrákból és a történelemből, és nem várt megvilágításba helyezte őket.
Ezek a hivatkozások elég következetesek. Szerette a bűnügyi regényeket, ami tükröződik az Ankh-Morporki Városi Őrség megjelenésén a Korongvilág regényekben. Egyedüli gyerek volt, és karakterei gyakran testvér nélküliek, mert "kitalációban csak a gyerekek érdekesek".
Legkorábbi ihletői Kenneth Grahame (The Wind in the Willows), Isaac Asimov és Arthur C. Clarke voltak. Irodalmi befolyást P. G. Wodehouse, Tom Sharpe, Jerome K. Jerome és Roy Lewis gyakorolt rá.

### Ismertetőjegyei
Eltekintve egyedi irói stílusától, a lábjegyzetek használata is jellemző rá. Ezek általában humoros eltávolodások az elbeszéléstől, vagy megjegyzések, melyek különböző számban fordulnak elő.
Másik figyelemre méltó ismertetőjegye írói stílusának az volt, hogy könyveinek nagyobb része nincs fejezetekre bontva. Saját elmondása szerint ez azért van így, mert az élet sincs fejezetekre bontva, mint ahogy a legtöbb film sincs, és Homérosz sem fejezetekben írt. Állítása szerint fejezetek nem szükségesek a felnőtteknek szóló könyvekben.
Bár ez alól is van kivétel, például a Going Postal-t fejezetekre bontotta.
A karakterek, helyek nevei, és címek a könyveiben gyakran szóvicceket, utalásokat vagy kulturális hivatkozásokat tartalmaznak. Jó néhány szereplő jól ismert létező vagy kitalált személyt parodizál.
Például több könyvében szerepel „Cohen, a Barbár”, ő „Conan, a Barbár” paródiája, „Leonardo da Chirm” pedig Leonardo da Vincire emlékeztet. A Korongvilág-sorozat legállandóbb tagja, a „Halál” emblematikus alakja a regényeinek ( A hetedik pecsét (film) ), csupa nagybetűvel szedett párbeszédekkel van jelen.

### Technológiája
Számítógéppel írt, mióta azok elérhetővé váltak. Első számítógépe egy Sinclair ZX81 volt, de ezzel még nem írt, csak a következővel, egy Amstrad 464-gyel, melyet később helyettesített egy mai személyi számítógép (PC). Első kísérletei a számítógépekkel Hex figurájában tükröződnek, ez az egyetlen (mechanikus működésű) számítógép, ami a Korongvilág regényekben megjelenik.
Egyébként írás céljából mindig tartott magánál egy hordozható számítógépet.
Számítógépes játékokkal is játszott, egyes műveiből is készült játék, vele szoros együttműködésben. Az olyan játékokat részesítette előnyben, amelyek intelligensek, és van mélységük, erre példának a Half-Life 2-t hozta fel.
Az első olyan szerzők közé tartozott, akik az interneten kezdtek kommunikálni a rajongókkal. 1992-től jelen volt a Usenet alt.fan.pratchett hírcsoportjában.

## Művei

### Korongvilág regények – (Discworld-sorozat)
A Korongvilág sorozat humoros, gyakran szatirikus fantasy alkotás, mely a Korongvilágot mindennapi életünk allegóriájaként használja. A Korongvilág elnevezés azon alapul, hogy a világ egy nagy, lapos korong, mely négy gigantikus elefánt vállain nyugszik, akiket az óriási teknős, Nagy A’Tuin tart a hátán, keresztülúszva az űrön. A paródiák főbb témái: sci-fi- és fantasykarakterek, közmondások és szóképek értelmezése, Ingmar Bergman-filmek, Ausztrália, filmkészítés, újságírás, rock and roll zene, vallások, filozófiák, egyiptomi történelem, szakszervezet, egyetem, politika és a monarchia.
- A mágia színe (1992) – The Colour of Magic (1983)
- A mágia fénye (1998) – The Light Fantastic (1986)
- Egyenjogú rítusok (1999) – Equal Rites (1987)
- Mort, A Halál kisinasa (1998) – Mort (1987)
- Bűbájos bajok (1999) – Sourcery (1988)
- Vészbanyák (2000) – Wyrd Sisters (1988)
- Piramisok (2000) – Pyramids (1989)
- Őrség! Őrség! (2001) – Guards! Guards! (1989)
- Faust Erik (2001) – Faust Eric (1990)
- Mozgó képek (2002) – Moving Pictures (1990)
- A Kaszás (2002) – Reaper Man (1991)
- Vége a mesének (2003) – Witches Abroad (1991)
- Kisistenek (2004) – Small Gods (1992)
- Hölgyek és urak (2007) – Lords and Ladies (1992)
- Fegyvertársak (2008) – Men at Arms (1993)
- Gördülő kövek (2009) – Soul Music (1994)
- Érdekes idők (2010) – Interesting Times (1994)
- Maszkabál (2010) – Maskerade (1995)
- Agyaglábak (2010) – Feet of Clay (1996)
- Vadkanapó (2010) – Hogfather (1996)
- Hazafiak (2011) – Jingo (1997)
- Kallódó kontinens (2011) – The Last Continent (1998)
- Carpe Jugulum (2011) – Carpe Jugulum (1998)
- Az ötödik elefánt (2012) – The Fifth Elephant (1999)
- Az Igazság (2013) – The Truth (2000)
- Időtolvaj (2012) – Thief of Time (2001)
- Fantasztikus Maurícius és az ő tanult rágcsálói (2014) – The Amazing Maurice and his Educated Rodents (2001)
- Éjjeli őrjárat (2015) – Night Watch (2002)
- Csip-csap népek (2014) – The Wee Free Men (2003)
- Rémes regiment (2019) – Monstrous Regiment (2003)
- Égből szőtt kalap (2016) – A Hat Full of Sky (2004)
- Postabaj (2022) – Going Postal (2004)
- Baff! (2015) – Thud! (2005)
- Télkovács (2017) – Wintersmith (2006)
- Pénzcsináló (2023) – Making Money (2007)
- Láthatatlan akadémikusok (2023) – Unseen Academicals (2009)
- Akkor majd éjfélt viselek (2019) – I Shall Wear Midnight (2010)
- Pásztorok koronája (2021) – The Shepherd's Crown (2015)

Az eredeti, angol, 41 könyvet tartalmazó Korongvilág sorozatból 2023 év végéig 38 kötetet jelentettek meg magyarul.
Egyelőre magyarul meg nem jelentetett Korongvilág-könyvek:
- The Last Hero (2001)
- Snuff (2011)
- Raising Steam (2013)

### Nem a Korongvilág-sorozathoz tartozó, önálló művei
- The Carpet People (1971)
- The Dark Side of the Sun (1976)
- Strata (1981)
- Az Igazi Macska: Komoly(talan) macskológia (1991) – The Unadulterated Cat (Gray Jolliffe-fel) (1989)
- Elveszett próféciák (1999) – Good Omens (Neil Gaimannal) (1990)
- Nation (2008)
- Cseles (2013) – Dodger (2012)

### A Manák trilógiája – (The Bromeliad)
- Sofőrök (1991) – Truckers (1988)
- Földvájók (1991) – Diggers (1990)
- Szárnyalók (1991) – Wings (1990)

### Johnny Maxwell trilógia
- Only You Can Save Mankind (1992)
- Johnny and the Dead (1993)
- Johnny and the Bomb (1996)

### Tudományos munkák
Ian Stewart matematikussal és Jack Cohen biológussal közösen készítette a következő könyveket:
- The Science of Discworld (1999)
- The Science of Discworld II: The Globe (2002)
- The Science of Discworld III: Darwin's Watch (2005).

Mindhárom kötet felváltva tartalmaz a valóságról és a fikcióról szóló fejezeteket. Ez utóbbiban a Korongvilág szereplői egy új történetben jelentkeznek.
1999-ben Pratchett Cohennek és Stewartnak a "Honorary Wizards of the Unseen University" címet adományozta ugyanazon a ceremónián, aminek alkalmával megkapta a Warwick Egyetemtől a tiszteletbeli doktori címet.

### Közösen írt munkák
Sir Terry Pratchett ki nem adott, "The High Meggas" című rövid történetére alapozva egy ötrészes sorozatba kezdtek Stephen Baxterrel közösen. Az utolsó két kötet már Sir Terry halála után jelent meg. A sorozat magyar kiadásának jogait a Delta Vision kiadó vette meg, az első részt a 86. Ünnepi Könyvhétre jelentették meg, 2015. június 5-én.
- A Hosszú Föld (Delta Vision, 2015) – The Long Earth (2012)
- A Hosszú Háború (Delta Vision, 2016) – The Long War (2013)
- A Hosszú Mars (Delta Vision, 2018) – The Long Mars (2014)
- A Hosszú Utópia (Delta Vision, 2019) – The Long Utopia (2015)
- The Long Cosmos (2016)

#### Közreműködései mások által írt könyvekben
- After the King – szerkesztette: Martin H. Greenberg (1992); tartalmazza a Troll Bridge című novellát (Cohen, a Barbár szereplésével).
- The Wizards of Odd – szerkesztette: Peter Haining (1996); tartalmazza a Theatre of Cruelty című novellát.
- The Flying Sorcerers – szerkesztette: Peter Haining (1997); folytatás a Wizards of Odd-hoz; a Turntables of the Night című Pratchett novellával kezdődik (A Halál szereplésével).
- Knights of Madness – szerkesztette: Peter Haining (1998); folytatás a The Flying Sorcerers-hez; tartalmazza a Troll Bridge című novellát.
- Legends – szerkesztette: Robert Silverberg; tartalmazza a A tenger és a kis halak (The Sea and Little Fishes) című novellát.
- Meditations on Middle-Earth (2002)
- The Leaky Establishment – írta: David Langford; az új kiadáshoz Pratchett írt előszót.
- The Mammoth Book of Comic Fantasy – szerkesztette: Mike Ashley (2001); tartalmazza a Troll Bridge című novellát (Cohen, a Barbár szereplésével).
- Once More* *With Footnotes – szerkesztette: Priscilla Olson és Sheila M. Perry (2004); Pratchett novelláinak, cikkeinek gyűjteménye.
- Now We Are Sick – írta: Neil Gaiman és Stephen Jones; tartalmazza a The Secret Book of the Dead című költeményt.

#### Antológia
- Legendák 2 (2001) A tenger és a kis halak novella
- Izéhordák (2003)

## Adaptációk

### Színház
A Johnny and the Dead című könyvet és 14 Korongvilág regényt Stephen Briggs színdarabként is feldolgozta. A Lords and Ladies színpadi feldolgozása Irana Brown, a Pyramids-é Suzi Holyoake munkája.

### Televízió
A Johnny and the Dead tv-sorozatként futott 1995-ben, az ITV1-en. 2006 januárjában a BBC leadott egy háromrészes Johnny and the Bomb feldolgozást.
Egy kétrészes Hogfather feldolgozás 2006. december 17-én és 18-án lett leadva. Magyarországon Varázsapu címmel sugározta 2008 decemberében a Viasat 3. (A címszereplőt a történetben viszont már Disznókirály-ként említik.) A filmben Pratchett is feltűnik mint a játékkészítő.
A kezdetekben Pratchett ellenezte a Korongvilág-regényekből készített filmadaptációkat a hollywoodi filmkészítőkkel kapcsolatos negatív tapasztalatai miatt. Azóta elkészült a „Terry Pratchett's The Colour of Magic” című kétrészes tévéfilm is, amely „A mágia színe” és „A mágia fénye” című könyveket dolgozza fel. Ebben a „Hogfather”-rel ellentétben már komoly, nagynevű színészek játszottak, így pl. Jeremy Irons vagy Tim Curry. Pratchett ismét látható mellékszereplőként mint asztrológus.
A két film közös alkotógárdától származik: Vadim Jean rendező, aki Pratchett-tel közösen alkalmazta filmre a történetet; a filmek executive producerei a budapesti születésű Halmi Róbert, illetve fia, ifj. Halmi Róbert voltak. Mindkét filmet a SkyOne tévécsatorna sugározta. A rajongók a filmeket örömmel fogadták, ám erős közepesnél többre nem értékelték.
2019. május 31-én jelent meg a Neil Gaimannel közös regényének, az Elveszett próféciáknak (Good Omens) 6 részes feldolgozása Douglas Mackinnon rendezésében. A minisorozat az Amazon Studios és a BBC Studios koprodukciójában készült és az Amazon Prime Videon sugározták. A sorozat all star szereplőgárdát vonultat fel Michael Sheen és David Tennant főszereplésével. Még egészen rövid mellékszerepekre is olyan nagynevű színészeket szerveztek be, mint pl. Benedict Cumberbatch a Sátán hangjaként. A forgatókönyvet maga Gaiman írta és vezető producerként is részt vett a széria elkészítésében. Pratchett és Gaiman évekig tervezték az Elveszett próféciák filmre adaptálását, de az többször meghiúsult. Pratchett halála után Gaiman visszautasította, hogy valaha is egymaga dolgozzon a projekten, de megváltoztatta véleményét miután megérkezett hozzá Pratchett posztumusz levele, amiben utolsó kívánságaként az adaptáció elkészítését sürgette.

### Filmek
- 2006-ban készült az első filmadaptáció a Hogfather regényből.
- 2008-ban a The colour of magic kétrészes tévéfilm-változata készült el olyan szereplőkkel, mint David Jason, Sean Astin, Jeremy Irons vagy Christopher Lee.
- A Going Postal (A postamester) című regényből 2010-ben készült el a filmes változat Jon Jones rendezésében. A filmet Budapesten, valamint Komáromban, a Monostori Erődben forgatták, és 185 perc hosszú lett. A magyar mozik 2010. október 1-jén mutatták be.
- A The Wee Free Men című regényből készül egy filmváltozat, amit Sam Raimi rendez,[40] megjelenése 2013-ra várható.[41]
- 2013-ban „A kihalás szélén” címmel természetfilmet forgattak a borneói őserdőben.

### Képregények
A The Colour of Magic, The Light Fantastic, Mort, és Guards! Guards! képregény formájában is megjelentek.

### Szerepjátékok
GURPS Discworld (Steve Jackson Games, 1998) és GURPS Discworld Also (Steve Jackson Games, 2001) szerepjátékos könyvek, megírva Terry Pratchett és Phil Masters által, melyek szintén betekintést nyújtanak a Korongvilág működésébe. Az első könyv újra ki lett adva 2002 szeptemberében, The Discworld Roleplaying Game néven, Paul Kidby illusztrációival.

### Számítógépes játékok
- The Colour of Magic – az első, Discworld sorozaton alapuló játék, és az egyetlen, konkrét könyv alapján készült feldolgozás. 1986-ban jelent meg Sinclair ZX Spectrumra és Commodore 64-re.
- Discworld – egy animált point-and-click kalandjáték, készítette a Teeny Weeny Games és a Perfect 10 Productions 1995-ben.
- Discworld II: Missing, Presumed…!? – folytatás a ‘‘Discworld’‘ játékhoz, a Perfect Entertainment fejlesztése 1996-ból. Észak-Amerikában Mortality Bytes! alcímmel adták ki.
- Discworld Noir – az első 3 dimenziós Discworld játék, mely a film noir kifejezés példája és paródiája is egyben. Fejlesztette a Perfect Entertainment és kiadta a GT Interactive mind PC-re mind PlayStationre 1999-ben. Csak Európában jelent meg.

## Munkák Pratchettről
- A Terry Pratchett: Guilty of Literature című könyv egy összeállítás a műveiről készült esszékből. Szerkesztette: Andrew M. Butler, Edward James és Farah Mendlesohn; kiadta: a Science Fiction Foundation 2000-ben. Egy kiterjesztett, második kiadás az Old Earth Books gondozásában 2004-ben jelent meg
- Andrew M. Butler szintén írt egy könyvet Pocket Essentials Guide to Terry Pratchett címmel, mely 2001-ben jelent meg
- Writers Uncovered: Terry Pratchett egy életrajz fiatal olvasóknak Vic Parkertől (kiadó: Heinemann Library, 2006)

## Magyarul
- Az igazi macska. Kampány az igazi macskáért. Komoly(talan) macskológia; ill. Gray Jolliffe, ford. Ecsedy Csaba; Gondolat, Bp., 1991
- A mágia színe. Az első Korongvilág regény; ford. Kornya Zsolt, Nemes István; Pendragon, Bp., 1992
- Manák trilógiája. Sofőrök; ford. Kádár Tamás; Édesvíz, Bp., 1993
- Mort, a halál kisinasa. Fantasy regény; ford. Sohár Anikó; Cherubion, Debrecen, 1998 (Osiris könyvek)
- A mágia fénye. Fantasy regény; ford. Sohár Anikó, Nemes István; Cherubion, Debrecen, 1998 (Osiris könyvek)
- Egyenjogú rítusok. Fantasy regény; ford. Sohár Anikó; Cherubion, Debrecen, 1999 (Osiris könyvek)
- Neil Gaiman–Terry Pratchettː Elveszett próféciák. Agnes Nutter boszorka szép és pontos próféciái; ford. Horváth Norbert; Beneficium, Bp., 1999
- Bűbájos bajok. Nagy bajban a Korongvilág. Fantasy regény; ford. Sohár Anikó; Cherubion, Debrecen, 1999 (Osiris könyvek)
- Piramisok. Korongvilág-regény; ford. Sohár Anikó; Cherubion, Debrecen, 2000 (Osiris könyvek)
- Őrség! Őrség! Korongvilág-regény; ford. Sohár Anikó; Cherubion, Debrecen, 2000 (Osiris könyvek)
- Vészbanyák. Hatodik Korongvilág-regény; ford. Sohár Anikó; Cherubion, Debrecen, 2000 (Osiris könyvek)
- Mozgó képek. Új Korongvilág-regény; ford. Sohár Anikó; Cherubion, Debrecen, 2001 (Osiris könyvek)
- Erik. Faust. Regény a Korongvilágon; ford. Sohár Anikó; Cherubion, Debrecen, 2001 (Osiris könyvek)
- A Kaszás. Korongvilág-regény; ford. Sohár Anikó; Cherubion, Debrecen, 2002 (Osiris könyvek)
- A manák trilógiája; ford. Kiss Tamás; Szukits, Szeged, 2003–2004
  - Földvájók
  - Sofőrök
  - Szárnyalók
- Vége a mesének. Korongvilág-regény; ford. Sohár Anikó; Cherubion, Debrecen, 2003 (Osiris könyvek)
- Kisistenek. Korongvilág-regény; ford. Sohár Anikó; Cherubion, Debrecen, 2004 (Osiris könyvek)
- Hölgyek és urak; ford. Farkas Veronika; Delta Vision, Bp., 2007 (Korongvilág sorozat)
- Gördülő kövek. Történet a Korongvilágról; ford. Farkas Veronika; Delta Vision, Bp., 2009 (Korongvilág sorozat)
- Vadkanapó; ford. Farkas Veronika; Delta Vision, Bp., 2010 (Korongvilág sorozat)
- Neil Gaiman–Terry Pratchettː Elveszett próféciák; ford. Horváth Norbert; Agavé Könyvek, Bp., 2010
- Egyenjogú rítusok; ford. Farkas Veronika; Delta Vision, Bp., 2010 (Korongvilág sorozat)
- Agyaglábak; ford. Járdán Csaba; Delta Vision, Bp., 2010 (Korongvilág sorozat)
- Érdekes idők. Történet a Korongvilágról; ford. Járdán Csaba; Delta Vision, Bp., 2010 (Korongvilág sorozat)
- Maszkabál. Történet a Korongvilágról; ford. Farkas Veronika; Delta Vision, Bp., 2010 (Korongvilág sorozat)
- Kallódó kontinens. Történet a Korongvilágról; ford. Járdán Csaba; Delta Vision, Bp., 2011 (Korongvilág sorozat)
- Carpe jugulum. Történet a Korongvilágról; ford. Farkas Veronika; Delta Vision, Bp., 2011 (Korongvilág sorozat)
- Vége a mesének. Történet a Korongvilágról; ford. Farkas Veronika; Delta Vision, Bp., 2011 (Korongvilág sorozat)
- Vészbanyák; ford. Farkas Veronika; Delta Vision, Bp., 2011 (Korongvilág sorozat)
- Hazafiak; ford. Járdán Csaba; Delta Vision, Bp., 2011 (Korongvilág sorozat)
- Az ötödik elefánt. Történet a Korongvilágról; ford. Járdán Csaba; Delta Vision, Bp., 2012 (Korongvilág sorozat)
- Időtolvaj. Történet a Korongvilágról; ford. Farkas Veronika; Delta Vision, Bp., 2012 (Korongvilág sorozat)
- Piramisok. Történet a Korongvilágról; ford. Farkas Veronika; Delta Vision, Bp., 2012 (Korongvilág sorozat)
- Mort. Történet a Korongvilágról; ford. Farkas Veronika; Delta Vision, Bp., 2013 (Korongvilág sorozat)
- Az igazság. Történet a Korongvilágról; ford. Járdán Csaba; Delta Vision, Bp., 2013 (Korongvilág sorozat)
- Neil Gaiman–Terry Pratchett: Elveszett próféciák; ford. Horváth Norbert; 2. jav. kiad.; Agave Könyvek, Bp., 2013
- Kisistenek. Korongvilág-regény; ford. Farkas Veronika; Cherubion, Debrecen, 2013 (Osiris könyvek)
- Cseles; ford. Farkas Veronika; Delta Vision, Bp., 2013 (Ifjúsági-sorozat)
- Csip-csap népek. Történet a Korongvilágból; ford. Farkas Veronika; Delta Vision, Bp., 2014 (Ifjúsági-sorozat)
- Fantasztikus Maurícius és az ő tanult rágcsálói; ford. Farkas Veronika; Delta Vision, Bp., 2014 (Ifjúsági-sorozat)
- Terry Pratchett–Stephen Baxter: A Hosszú Föld. A Hosszú Föld-sorozat 1.; ford. Sziklai István; Delta Vision, Bp., 2015
- Égből szőtt kalap. Történet a Korongvilágból; ford. Farkas Veronika; Delta Vision, Bp., 2016 (Ifjúsági-sorozat)
- Terry Pratchett–Stephen Baxter: A Hosszú háború. A Hosszú Föld-sorozat 2.; Delta Vision, Bp., 2016
- Télkovács. Történet a Korongvilágról; ford. Farkas Veronika; Delta Vision, Bp., 2017 (Korongvilág sorozat)
- Terry Pratchett–Stephen Baxter: A Hosszú Mars. A Hosszú Föld-sorozat 3.; ford. Sziklai István; Delta Vision, Bp., 2018
- Akkor majd éjfélt viselek. Történet a Korongvilágról; ford. Farkas Veronika; Delta Vision, Bp., 2019
- Mozgó képek. Történet a Korongvilágról; ford. Farkas Veronika; Delta Vision, Bp., 2019
- Rémes regiment. Történet a Korongvilágról; ford. Járdán Csaba; Delta Vision, Bp., 2019 (Korongvilág sorozat)
- Terry Pratchett–Stephen Baxter: A Hosszú utópia. A Hosszú Föld-sorozat 4.; ford. Sziklai István; Delta Vision, Bp., 2019
- Bűbájos bajok. Történet a Korongvilágról; ford. Farkas Veronika; Delta Vision, Bp., 2020
- Terry Pratchett–Stephen Baxter: A Hosszú Kozmosz. A Hosszú Föld-sorozat 5.; ford. Sziklai István; Delta Vision, Bp., 2020
- Faust. Erik. Történet a Korongvilágról; ford. Farkas Veronika; Delta Vision, Bp., 2021
- Pásztorok koronája; ford. Farkas Veronika; Delta Vision, Bp., 2021 (Korongvilág sorozat)
- A mágia fénye. Történet a Korongvilágról; ford. Farkas Veronika; Delta Vision, Bp., 2022
- Postabaj. Történet a korongvilágról; ford. Járdán Csaba, Tarján Eszter; Delta Vision, Bp., 2022 (Korongvilág sorozat)
- Láthatatlan akadémikusok. Történet a korongvilágról; ford. Farkas Veronika; Delta Vision, Bp., 2023
- Pénzcsináló. Történet a korongvilágról; ford. Farkas Veronika; Delta Vision, Bp., 2023 (Korongvilág sorozat)